# Molecular pharming

Le molecular pharming ou molecular farming, est l'utilisation de plantes transgéniques pour produire des molécules d'intérêt pharmaceutique. Popularisé dans les années 90 avec le tabac producteur d'hémoglobine humaine, le molecular farming a été utilisé pour produire des anticorps, des vaccins ou encore des hormones de croissance.